# マヌエル2世パレオロゴス
マヌエル2世パレオロゴス（ギリシャ語: Μανουήλ Β' Παλαιολόγος, ラテン文字転写: Manouēl Palaiológos 1350年6月27日 - 1425年7月21日）は東ローマ帝国末期、パレオロゴス王朝の皇帝（在位：1391年 - 1425年）。皇帝ヨハネス5世の次男。母はヘレネー・カンタクゼネ、母方の祖父はヨハネス6世カンタクゼノス。中世ギリシャ語形ではマヌイル2世。

## 生涯
父帝の崩御した時はオスマン帝国バヤズィト1世のブルサの宮廷において捕虜であったが、脱出に成功。早速バヤズィト1世によって帝都コンスタンティノポリスが包囲され、ニコポリスの戦いにおいて西欧のキリスト教国軍が敗戦。もはや帝都の安全もままならなくなった。
1399年、マヌエル2世は西欧から支援を取り付けようと、イタリア諸都市国家やフランス王国、神聖ローマ帝国、イングランド王国を歴訪する。マヌエルは各地で歓迎を受けるが、具体的な援助を得られず結果としては失敗に終わってしまった。その間にオスマン軍の圧迫は強まるばかりであり、1402年になると皇帝不在の首都ではオスマン軍に街を明け渡そうかという議論まで行われていた。

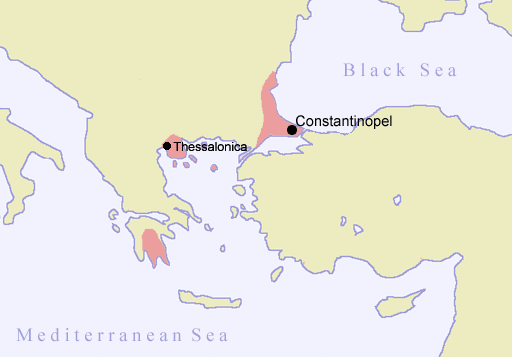
1403年の東ローマ帝国の版図

そこへ意外なところから援軍が現れた。ティムールが小アジアへ侵攻し、迎え撃ったバヤズィトは1402年7月のアンカラの戦いで敗れて捕虜になったのである。その報を滞在先のパリで受けたマヌエルは帝都に帰ると、オスマン帝国空位時代のスルタン位争奪戦に介入し、自らが推したメフメト1世をスルタンにすることに成功。このためメフメト1世との間には友好関係が保たれ、オスマン帝国からの圧迫に小休止がもたらされた。
しかし、1421年にメフメト1世が崩御してムラト2世が後を継ぐと、宮廷内では長男ヨハネスを中心とした対オスマン強硬派が台頭してきた。このため、マヌエルはヨハネスを共同皇帝にして実権を譲り、事実上引退した。ヨハネスは東ローマ帝国内に拘留されていた、バヤズィト1世の息子と称するムスタファを対立スルタンとして擁立したが、翌1422年にムスタファはムラト2世によって打ち破られて処刑された。ムラト2世は余勢を駆ってコンスタンティノポリスまで攻め寄せ、帝都はオスマンの大軍に包囲された。このため、引退していたマヌエルが復帰した。オスマン側の人間とも知古が多かったマヌエルはなんとか講和条約締結にまでこぎつけた。しかし条約では東ローマ帝国はオスマン帝国スルタンに臣下の礼をとることを誓約させられた。もはや東ローマ帝国には、オスマン帝国の顔色を窺いながら細々と生きるしか道は残されていなかったのである。
1425年7月、マヌエルは修道士マタイオスとして74歳で崩御した。勝気な息子ヨハネス8世の行く末を心配し、「今の帝国に必要なのは皇帝ではなく、管理人なのだ」と大臣のゲオルギオス・スフランツェスに語っているほどだったが、最期にはヨハネスに「今後は、お前の好きなようにしなさい」と遺している。マヌエルの崩御からわずか28年後の1453年、帝国は最期の時を迎えるのである。

## 文人として
優れた文人であり、後に「パレオロゴス朝ルネサンス」と呼ばれるビザンティン文化最後の黄金時代を代表する人物の一人であった。帝国の維持に奔走しながら、忙しい政務の合間を縫って神学・修辞学・詩学の著作を執筆し、書簡集も遺している。

## 評価
帝衣や皇冠をまとわず、喪服のような白衣を好んで身につけていたと言われ、廷臣からは悲しそうな瞳をした君主として記憶された。政治面で治績を残す機会には恵まれなかったが、非常に狡猾で粘り強い外交官であり、当時最強といわれたオスマン帝国を相手に帝位を巡った離間策を何度も仕掛けるなど優れた謀略家であった。また、ビザンツでは他の国家に比べて皇帝の暗殺や帝位剥奪や親族殺しが多い中で、武断派の長子ヨハネス8世に理解を示し、最後まで補佐したことから家族想いな人格者としての一面も見られる。「よりよい時代に生まれていたなら、さぞかし名君であったろう」と評されている。

## 家族

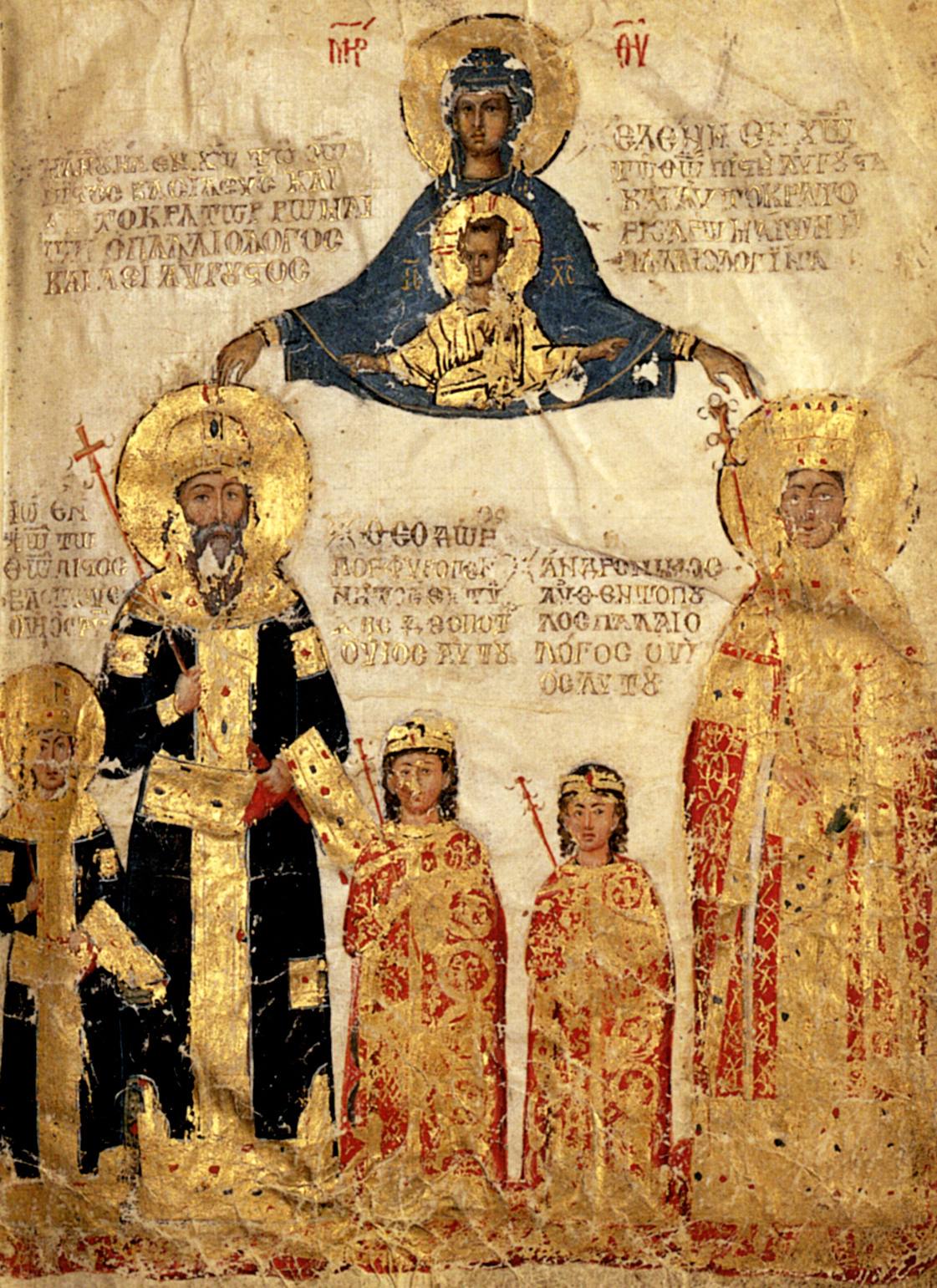
マヌエル2世と妻子の肖像。左からヨハネス8世、マヌエル2世、テオドロス、アンドロニコス、皇后ヘレネ。マヌエルがフランス王へ送った書簡に添えられていた。（ルーブル美術館蔵）

1392年2月10日にセルビア君主コンスタンティン・ドラガシュの娘イェレナ・ドラガシュ（ヘレネ・パレオロギナ）と結婚。以下の8児が生まれた。
- 長子　ヨハネス8世
- 第2子　テオドロス2世
- 第3子　アンドロニコス（テッサロニキ専制公：1408年 - 1423年、1429年没）
- 第4子　コンスタンティノス11世パレオロゴス
- 第5子　ミカエル（1406年夭逝）
- 第6子　デメトリオス（ディミトリオス）
- 第7子　トーマース（ソマス）

ヘレネとの間には2人の娘も生まれたが、共に1406年のペストで早世し、名前も知られていない。この他、ヘレネとの結婚前に娘ザビアを非嫡出子として得ている。
- ザビア・パレオロギナ（イザベラ）（Zabia-Isabella Palaiologina, Ζαμπία Παλαιολογίνα, 生没年不詳）

ジェノヴァ人正教徒イラーリオ・ドーリア（Ilario Doria, 1423年没）と結婚。ドーリアはカスティーリャ王国の使節として1403年にコンスタンティノポリスを訪問したルイ・ゴンサレス・デ・クラヴィホ の案内役をつとめている。1423年に宮廷内の騒動に絡みハンガリーに亡命した直後に急死した。

## 語録
- 「ムハンマドが新たに何をもたらしたのかを教えて欲しい。自らの説く教えを剣で布教しろと言う命令など、邪悪で残酷なものしかない」-2006年9月12日、ローマ教皇ベネディクト16世が、訪問先の母国ドイツのレーゲンスブルク大学で講演した際、「ムハンマドが新たに何をもたらしたのかを教えてほしい。自らの説く信仰を剣で布教しろという命令など、邪悪で残酷なものしかない」[3]などとこの皇帝の言葉を引用し、ムスリムの強い反発を招いた。
- 「今の帝国に必要なものは、皇帝ではなく管理人なのである」-宰相デメトリオスに語ったとされている言葉。オスマン帝国に従属し、属国となる路しか残されていなかった東ローマ帝国の当時の状況を示唆する発言であると考えられている。

## 関連文献
- 井上浩一　『生き残った帝国ビザンティン』　講談社現代新書、新版が講談社学術文庫。
- 井上浩一、粟生沢猛夫　『世界の歴史　第11巻　ビザンツとスラヴ』　中央公論社、新版が中公文庫。
- 井上浩一　『ビザンツ皇妃列伝　憧れの都に咲いた花』　筑摩書房、1996年。
- 井上浩一　『ビザンツ　文明の継承と変容』　＜学術選書＞京都大学学術出版会、2009年。

他に、東ローマ帝国#参考文献も参照。